# Cthulhu
Cthulhu (/kəˈθuːluː/ kə-THOO-loo; với các cách phát âm biến thể) là một thực thể vũ trụ được sáng tạo ra bởi nhà văn H. P. Lovecraft và xuất hiện lần đầu trong truyện ngắn "Tiếng gọi Cthulhu" (The Call of Cthulhu), được xuất bản trong tạp chí giật gân Weird Tales của Mỹ vào năm 1928. Cthulhu được coi là một thực thể Cổ xưa Vĩ đại (Great Old One) trong đền thờ các thực thể vũ trụ của những người hâm mộ Lovecraft, sinh vật này đã được đề cập đến trong rất nhiều trong các loại hình văn hóa đại chúng. Lovecraft miêu tả Cthulhu như một thực thể khổng lồ được tôn thờ bởi những kẻ sùng bái. Ngoại hình của Cthulhu được mô tả như một con bạch tuộc, một con rồng và một hình hoạt hoạ có dáng con người. Tên của nó đã được đặt cho vũ trụ nhân vật lấy cảm hứng từ Lovecraft, nơi nó và các thực thể khác cùng tồn tại là vũ trụ Cthulhu Mythos.

## Từ nguyên
Mặc dù được sáng tạo bởi Lovecraft vào năm 1928, cái tên Cthulhu có lẽ bắt nguồn từ chữ chthonic trong tiếng Hy Lạp cổ đại, nghĩa là "dưới lòng đất" (subterranean), như được gợi ý bởi chính Lovecraft ở đoạn cuối câu chuyện năm 1923 là The Rats in the Walls. Lovecraft đã ghi lại cách phát âm của Cthulhu là Khlûl′-hloo, và nói rằng "âm tiết đầu phát âm rất nhiều âm họng và rất đặc. Âm u giống như âm trong từ full; và âm tiết đầu nghe không khác gì âm klul, do đó âm h biểu thị độ đặc của âm họng." (Một chuyển dịch IPA gần đúng, dựa trên mô tả này và các dấu hiệu không phải IPA, sẽ là /kʟ̝̊ʊlʔ.ɬuː/, với một phụ âm xát không thành tiếng từ khẩu cái ở cạnh bên (voiceless velar lateral fricative).)
Tuy nhiên, S. T. Joshi chỉ ra rằng, Lovecraft đã đặt ra một số cách phát âm khác nhau trong các thời điểm khác nhau. Theo Lovecraft, đây chỉ là cách gần nhất mà bộ máy giọng nói của con người có thể tái tạo các âm tiết của một ngôn ngữ ngoài hành tinh. Cthulhu cũng được đánh vần theo nhiều cách khác, bao gồm Tulu, Katulu và Kutulu. Tên này thường được đặt trước bởi tính ngữ (epithet) Great (vĩ đại), Dead (cái chết), hoặc Dread (sự kinh hãi). Một thời gian dài sau khi Lovecraft mất, cách đọc theo phiên âm /kəˈθuːluː/ kə-THOO-loo (chuyển ngữ thay thế là kuh-THOO-loo) trở nên phổ biến. Trò chơi nhập vai Tiếng gọi Cthulhu sử dụng các cách phát âm là klhul-hoo hoặc tluhluh. (Một chuyển dịch IPA gần đúng, dựa trên các mô tả này và các dấu hiệu không phải IPA, sẽ là /kʟ̝̊ʊl.ʔuː/ cho klhul-hoo và /ɬʊʔ.lʊʔ/ cho tluhluh.)

## Miêu tả

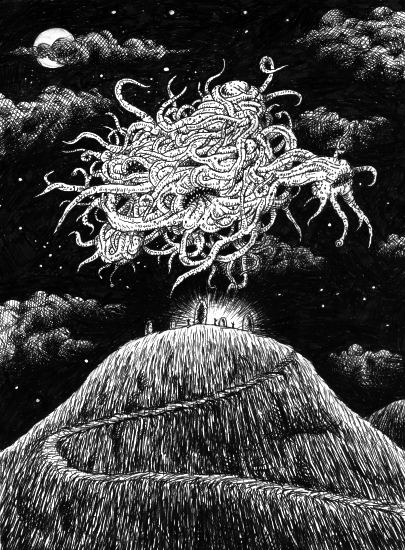
Minh họa về Cthulhu Yog-Sothoth

Trong tác phẩm "Tiếng gọi Cthulhu", H. P. Lovecraft mô tả một hình mẫu tượng trưng của Cthulhu là "Một con quái vật phảng phất đường nét con người, nhưng có một cái đầu giống con bạch tuộc, với khuôn mặt là một đám râu thụ cảm, một thân hình nhìn giống cao su, trên đó đầy những cái vẩy, với những móng vuốt kì dị ở chân trước và chân sau, và đôi cánh dài và rộng ở phía sau" Cthulhu đã được miêu tả với ngoại hình giống như một con bạch tuộc, một con rồng và một hình ảnh con người cao hàng trăm mét, với cánh tay và cẳng chân giống con người nhưng có màng và một đôi cánh thô ráp trên lưng. Cái đầu của Cthulhu được miêu tả giống như nguyên một con bạch tuộc khổng lồ, với vô số xúc tu bao quanh phần giống như miệng của nó. Vẻ ngoài đơn giản của sinh vật này khiến cho tâm trí người xem điên cuồng, đây là một đặc điểm thường thấy ở nhiều Cổ xưa Vĩ đại (Great Old One) và Ngoại thần (Outer God).

## Trong huyền tích

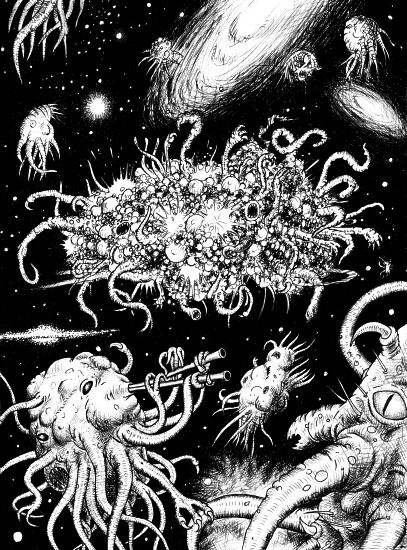
Vũ trụ:Azathoth

Cthulhu, trong các ″mythos″ (hay huyền tích), có lẽ đã được sinh ra trên hành tinh Vhoorl trong tinh vân thứ 23 bởi Nug và Yeb. Vào một thời điểm sau đó, nó đã đi đến hệ thống ngôi sao nhị phân màu xanh lá cây của Xoth, nơi nó đã kết hôn với Idh-yaa, và sau đó được thờ cúng bởi các star-spawn có thể thay đổi hình dạng. Idh-yaa sau đó sinh ra bốn đứa con: Gthanothoa, Ythogtha, Zoth-ommog và Cthylla.
Cthulhu và gia đình mình, cũng như star-spawn của mình, đã đi đến Trái Đất, nơi Cthulhu kết đôi với người chị em Kassogtha, người sinh ra Nctosa và Nctolhu. Cthulhu và những người con sau đó đã dựng nên thành phố vĩ đại mang tên R'lyeh bằng đá xanh trên lục địa trũng Mu, trước khi nó bị phá hủy bởi Ythogtha. Trong khoảng thời gian này, một cuộc chiến tranh vĩ đại bắt đầu giữa những shoggoth, những sinh vật cổ đại, chủng tộc vĩ đại của Yith, các polyp biết bay, Mi-go và Cthulhu và những người con cùng các starspawn. Vào cuối cuộc chiến, tất cả họ đều quyết định chia sẻ Trái Đất.

## Lịch sử phát hành

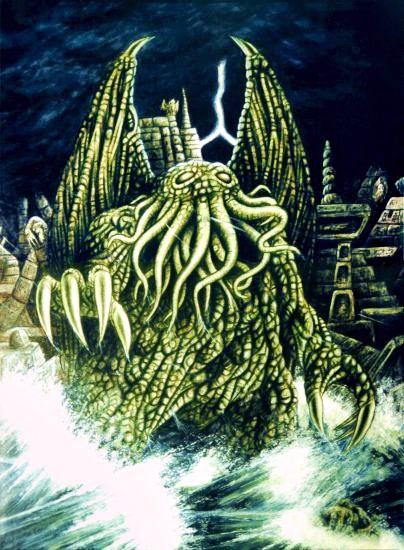
Cthulhu

Truyện ngắn đầu tay của H. P. Lovecraft, "Tiếng gọi Cthulhu", được xuất bản trong Weird Tales vào năm 1928, trong đó thiết lập nhân vật này như một thực thể tà ác, đang ngủ đông trong R'lyeh, một thành phố dưới đáy của Nam Thái Bình Dương. Kẻ bị cầm tù Cthulhu dường như là nguồn cơn cho sự lo âu không dứt ăn sâu vào tiềm thức của nhân loại, và cũng là chủ thể thờ phụng của một số tôn giáo của con người (nằm ở một số nơi trên thế giới, bao gồm New Zealand, Greenland, Louisiana, và trong những ngọn núi ở Trung Quốc) và những quái vật khác trong thế giới của Lovecraft (được gọi là Deep Ones và Mi-Go). Truyện ngắn khẳng định một tiền đề cho rằng, trong khi bị mắc kẹt ở hiện tại, Cthulhu cuối cùng sẽ trở lại. Những tín đồ của nó thường tụng "Ph'nglui mglw'nafh Cthulhu R'lyeh wgah'nagl fhtagn" ("Trong ngôi nhà ở R'lyeh, kẻ đã chết Cthulhu chờ đợi một giấc mộng." (In his house at R'lyeh, dead Cthulhu waits dreaming.))
Lovecraft đã đưa ra một phả hệ chi tiết cho Cthulhu (được xuất bản với tên gọi "Letter 617" trong Các Lá thư Chọn lọc) và đặt nhân vật này ở vị trí trung tâm trong văn học tương ứng. Truyện ngắn "The Dunwich Horror" (1928) đề cập tới Cthulhu, trong khi "The Whisperer in Darkness" (1930) gợi ý rằng một trong những nhân vật của ông biết đến những nguồn gốc của sinh vật này ("I learned whence Cthulhu first came, and why half the great temporary stars of history had flared forth." (Tôi đã biết được nơi đầu tiên mà Cthulhu tới từ, và lí do mà một nửa ngôi sao tạm thời của lịch sử đã bùng nổ)). Tiểu thuyết ngắn năm 1931 At the Mountains of Madness đề cập đến "star-spawn của Cthulhu", người đã tham gia cuộc chiến với một chủng loài khác có tên là Elder Thing trước buổi bình minh của con người.
August Derleth, một người có nhiều phát ngôn về Lovecraft, đã sử dụng tên của sinh vật này để xác định một hệ thống truyền thuyết được Lovecraft và những người kế thừa văn học của ông sử dụng: Cthulhu Mythos. Năm 1937, Derleth viết truyện ngắn "The Return of Hastur", và đề xuất hai nhóm các thực thể vũ trụ đối lập:
... the Old or Ancient Ones, the Elder Gods, of cosmic good, and those of cosmic evil, bearing many names, and themselves of different groups, as if associated with the elements and yet transcending them: for there are the Water Beings, hidden in the depths; those of Air that are the primal lurkers beyond time; those of Earth, horrible animate survivors of distant eons.:256

Tạm dịch:
... nhóm các thực thể cổ đại, các Thượng Thần (Elder God), thực thể tốt đẹp của vũ trụ, và những thực thể xấu xa của vũ trụ, mang nhiều tên gọi, và thuộc các nhóm khác nhau, khi gắn liền với các yếu tố và thậm chí đã vượt ra khỏi chúng: đó là các thực thể Nước, ẩn trong các đáy biển; thực thể Không khí là những kẻ ẩn náu nguyên sơ vượt ra khỏi thời gian; và thực thể Đất, những kẻ sống sót tàn bạo khủng khiếp của những năm xa xôi.

Theo sắp xếp của Derleth, "Cthulhu vĩ đại là một trong những thực thể Nước" (Water Elementals) và đã tham gia vào một cuộc cạnh tranh lâu năm với một thực thể Không khí được sắp đặt, Hastur Kẻ câm nín (Hastur the Unspeakable), được mô tả là "anh em khác dòng máu" (half-brother) của Cthulhu.:256, 266 Dựa trên khuôn khổ này, Derleth đã viết một loạt truyện ngắn được xuất bản trong Weird Tales (1944–1952) và được sưu tập thành bộ Dấu chân Cthulhu (The Trail of Cthulhu), miêu tả cuộc đấu tranh của một tiến sĩ Laban Shrewsbury và các cộng sự của ông chống lại Cthulhu và các tay sai của nó.
Các diễn giải của Derleth đã bị chỉ trích, trong số những người khác, bởi tiểu thuyết gia Michel Houellebecq, người cũng là một người hâm mộ Lovecraft. Cuốn sách của Houellebecq H. P. Lovecraft: Against the World, Against Life (2005) đã miêu tả Derleth vì sự cố gắng định hình lại sự liên tục phi đạo đức mang tính nghiêm khắc của Lovecraft thành những cuộc xung đột giữa các lực lượng thiện và ác.
Trong cuốn sách "A Shadow from the Aeons" của John Glasby, Cthulhu được nhìn thấy bởi người kể chuyện lướt qua bờ sông gần lâu đài của Dominic Waldron, và gầm vang. Mô tả vật lý này của vị thần hoàn toàn khác so với mô tả của tất cả các tác giả khác.
Ảnh hưởng của nhân vật cũng mở rộng sang văn chương giải trí: công ty trò chơi TSR đã gộp thành một chương toàn bộ các huyền tích của Cthulhu (bao gồm số liệu thống kê cho nhân vật) trong bản in đầu tiên của Deities & Demigods (1980) - sách giới thiệu của Dungeons & Dragons. TSR, tuy nhiên, không biết rằng Arkham House, đơn vị nắm giữ bản quyền của hầu hết các tác phẩm văn học của Lovecraft, trước đó đã cấp phép sử dụng thông tin về Cthulhu cho công ty trò chơi Chaosium. Mặc dù Chaosium đã quy định TSR có thể tiếp tục sử dụng tài liệu này nếu mỗi ấn bản trong tương lai có một phần ghi danh xuất bản cho Chaosium, TSR từ chối và tài liệu này đã được gỡ bỏ khỏi toàn bộ các phiên bản tiếp theo.
Cthulhu một lần nữa được nhắc đến trong phiên bản tái bản lần thứ năm của Dungeons & Dragons Player's Handbook (2014), sau khi Dagon, một trong những sinh vật hư cấu khác của Lovecraft, được đưa vào một cách nổi bật trong phiên bản tái bản lần 4 của luật chơi.

## Di sản

### Trò chơi
Trong năm 2006, Bethesda Softworks hợp tác cùng Ubisoft và 2K Games phát hành một trò chơi được phát triển bởi Headfirst Productions có tên Call of Cthulhu: Dark Corners of the Earth dựa trên các tác phẩm của Lovecraft. Bản thân Cthulhu không hề xuất hiện, khi các đối thử chính của trò chơi là các Deep One từ The Shadow Over Innsmouth, và vị thần biển Dagon, nhưng sự hiện diện của nó được ám chỉ nhiều lần, và một bức tượng miêu tả nó xuất hiện trong một trong những ngôi đền mà sẽ ảnh hưởng tiêu cực đến tinh thần của người chơi. Một trong những "kẻ được chọn" của Cthulhu, một Star Spawn của Cthulhu, một sinh vật xấu xa giống từ ngoại hình tới sự ghét bỏ bản thân, cũng xuất hiện như là một kẻ thù cuối trò chơi.
Cthulhu xuất hiện như một quái vật trong nhiều trò chơi video. Terraria đặt tên các trùm theo nhân vật này, và nó xuất hiện như nguồn cảm hứng chính trong cốt truyện về thế giới cổ tích của các Zombie trong Call of Duty: Black Ops 3. Trò chơi nhập vai trực tuyến nhiều người chơi nổi tiếng World of Warcraft sở hữu vô số liên hệ tới Cthulhu và Mythos, với một trong các "Old God" của trò chơi mang tên N'Zoth đang yên nghỉ trong lòng một thành phố chìm dưới nước.
Trong năm 2016, Z-Man Games ra mắt một phiên bản thay thế của board game Pandemic. Phiên bản chuyển thể Pandemic: Reign of Cthulhu đặt bối cảnh trong Cthulhu Mythos và các nhà thám hiểm cạnh tranh lẫn nhau trong việc cứu thế giới trước khi Cthulhu quay trở lại.

### Chính trị

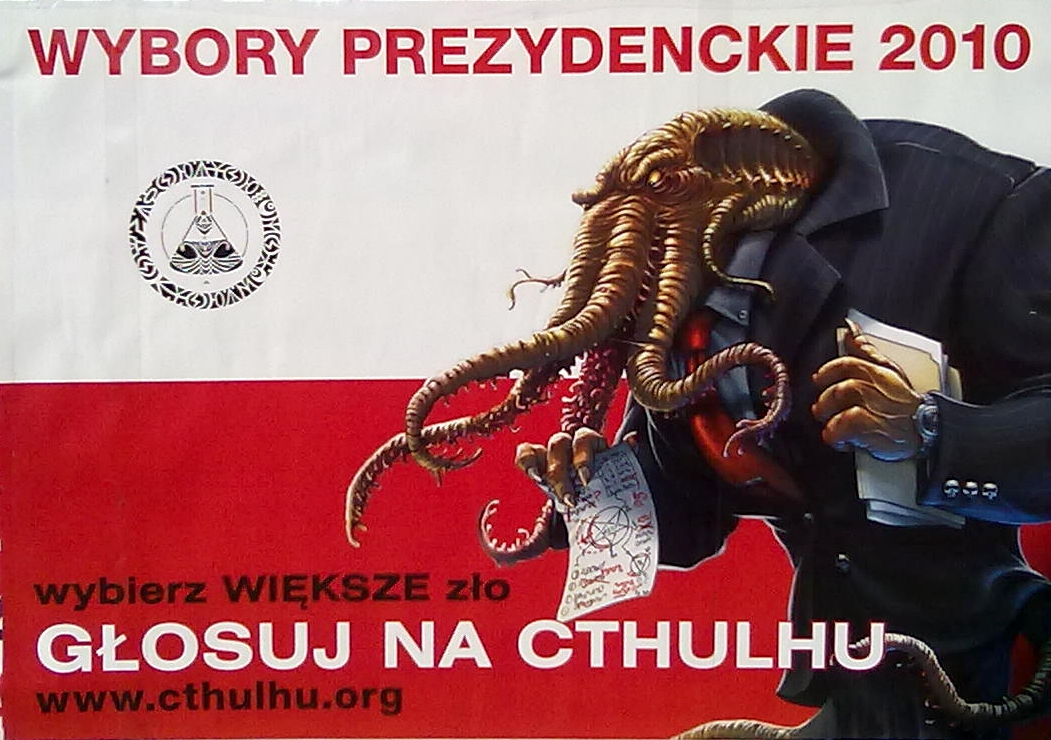
Áp phích từ cuộc bầu cử tổng thống Ba Lan năm 2010. Chú thích này được dịch là "Hãy chọn kẻ ác vĩ đại hơn. Hãy bầu cho Cthulhu."

Cthulhu đã xuất hiện như một ứng cử viên bắt chước trong một vài cuộc bầu cử, bao gồm cuộc bầu cử tổng thống Ba Lan năm 2010 và cuộc bầu cử tổng thống Hoa Kỳ năm 2012 và 2016. Các chiến dịch giả mạo này thường châm biếm những cử tri tuyên bố sẽ bầu cho "kẻ ít ác hơn".

### Khoa học
Loài nhện California Pimoa cthulhu, được mô tả bởi Gustavo Hormiga năm 1994, và loài sâu bướm New Guinea Speiredonia cthulhui, được mô tả bởi Zilli & Holloway năm 2005, được đặt tên với sự đề cập tới Cthulhu. Hai vi sinh vật hỗ trợ việc tiêu hoá gỗ ở loài mối đã được đặt tên theo tên của Cthulhu và "con gái" của Cthulhu là Cthylla: Cthulhu macrofasciculumque và Cthylla microfasciculumque, tương ứng.
Năm 2014, học giả khoa học và công nghệ Donna Haraway đã có một bài nói chuyện mang tiêu đề "Anthropocene, Capitalocene, Chthulucene: Staying with the Trouble" (Ở lại với rắc rối), trong đó cô đề xuất thuật ngữ "Chthulucene" như một sự thay thế khái niệm của thời đại Anthropocene, do sự kết nối chồng chéo của tất cả các cá thể sinh vật giả định. Haraway đã phủ nhận bất kỳ sự mắc nợ nào tới nhân vật Cthulhu của Lovecraft, tuyên bố rằng cụm "chthulu" của cô bắt nguồn từ khthonios trong tiếng Hy Lạp, nghĩa là "của trái đất". Năm 2015, một khu vực tối, đậm màu dọc theo đường xích đạo của sao Diêm Vương, ban đầu được gọi là "Vùng Cá voi" (The Whale), được nhóm NASA chịu trách nhiệm cho sứ mệnh New Horizons đặt tên là "Cthulhu Regio".

## Mở rộng
- Cthulhu Lives, the Lovecraft Historical Society
- The Dunwich Horror - sách nói thuộc phạm vi công cộng tại LibriVox
- "CthulhuWiki". www.yog-sothoth.com. Truy cập ngày 24 tháng 10 năm 2016.
  - "Cthulhu - CthulhuWiki". www.yog-sothoth.com. Truy cập ngày 24 tháng 10 năm 2016.